# Rafael García Cortés
Pour les articles homonymes, voir García et Cortes.
Rafael García Cortés est un footballeur espagnol né le 18 janvier 1956 à Madrid. Il évoluait au poste d'arrière gauche.

## Biographie
Rafael García Cortés commence sa carrière au Real Madrid au sein de l'équipe réserve la Real Madrid Castilla en 1977,.
En 1979, il intègre l'équipe première et dispute ses premiers matchs en première division espagnole. Il est alors sacré champion avec le Real en 1978-79,.
Lors de la campagne de Coupe des clubs champions en 1980-81, il dispute quatre matchs dont la finale perdue contre Liverpool perdue 0-1.
Après avoir remporté la Coupe d'Espagne en 1981-82, il quitte le club pour rejoindre le Real Saragosse.
Avec Saragosse, García Cortés remporte la Coupe d'Espagne en 1986.
De 1987 à 1990, il est joueur du RCD Majorque,.
En 1990, il est transféré au Rayo Vallecano. Après trois saisons avec ce club, il raccroche les crampons,.
Le bilan de la carrière de Rafael García Cortés en championnat s'élève à 312 matchs disputés en première division, pour 24 buts marqués, et 134 matchs joués en deuxième division, pour 19 buts inscrits.

## Palmarès
| Real Madrid \| - Championnat d'Espagne (1) : - Champion : 1978-79. - Coupe d'Espagne (1) : - Vainqueur : 1981-82. \| \| - Coupe des clubs champions : - Finaliste : 1980-81. \| |  | Real Saragosse - Coupe d'Espagne (1) : - Vainqueur : 1985-86. |
| - Championnat d'Espagne (1) : - Champion : 1978-79. - Coupe d'Espagne (1) : - Vainqueur : 1981-82.                                                                              |  | - Coupe des clubs champions : - Finaliste : 1980-81.          |